# Усть-Таловська сільська рада
Усть-Та́ловська сільська рада (рос. Усть-Таловский сельский совет) — сільське поселення у складі Ку'їнського району Алтайського краю Росії.
Адміністративний центр — село Усть-Таловка.

## Населення
Населення — 846 осіб (2019; 982 в 2010, 1190 у 2002).

## Склад
До складу сільської ради входять:
| Населений пункт    | Населення, осіб (2002) | Населення, осіб (2010) |
| ------------------ | ---------------------- | ---------------------- |
| Михайловка, село   | 129                    | 18                     |
| Усть-Таловка, село | 1061                   | 964                    |